# Associazione Calcio Perugia 1977-1978
Questa voce raccoglie le informazioni riguardanti l'Associazione Calcio Perugia nelle competizioni ufficiali della stagione 1977-1978.

## Stagione

Renato Curi, scomparso in campo a 24 anni.

Nella sua terza stagione in Serie A il Perugia dovette affrontare la tragedia della morte di Renato Curi, giovane calciatore biancorosso e fulcro del centrocampo dei grifoni, vittima di un infarto al Comunale di Pian di Massiano durante la sfida del sesto turno di campionato contro la Juventus.
Il 30 ottobre 1977, al 5' della ripresa e sotto una pioggia battente, Curi si accasciò improvvisamente in campo: a nulla valsero i soccorsi, con il massaggio cardiaco e la respirazione bocca a bocca, né il trasporto al Policlinico di Perugia, dove si poté soltanto constatare la morte del giocatore alle ore 16:30. Poche settimane dopo, il 27 novembre, prima della partita interna con il Torino, lo stadio di Perugia venne intitolato alla memoria dello sfortunato calciatore.
Nonostante questo tragico evento la compagine di Ilario Castagner seppe riprendersi, disputando un altro buon torneo a ridosso delle grandi, concluso al 7º posto in classifica, e mancando la qualificazione alla Coppa UEFA solo per via della peggiore differenza reti rispetto al Napoli.

Walter Novellino in azione nell'ex Comunale, ora Curi, durante la sfida del 16 aprile 1978 contro il Foggia.

La formazione titolare vide gli innesti di Luciano Zecchini in difesa (proveniente dalla Sampdoria appena retrocessa in serie cadetta), mentre a centrocampo l'ingaggio a campionato iniziato di Paolo Dal Fiume (prelevato nel Pergocrema, in Serie C) permise di sopperire alla prematura assenza di Curi, con Franco Vannini e Walter Novellino che confermarono anche in questa stagione le loro qualità. Il reparto d'attacco fu invece totalmente rivoluzionato, con l'arrivo delle ali Walter Speggiorin (dalla Fiorentina), un'eterna incompiuta che in Umbria trovò l'ambiente ideale dove esprimersi, e Salvatore Bagni (pescato addirittura in Serie D, nel Carpi), una giovane promessa di poco più di vent'anni che, nonostante il grande salto di categoria, in poco tempo riuscì a soppiantare il titolare Scarpa.
Sul versante europeo il cammino in Coppa Mitropa non andò oltre la fase a gironi, tuttavia la stagione si concluse con la conquista del primo, storico, trofeo internazionale del club. I grifoni vinsero infatti l'edizione di maggio dell'Intertoto, denominata Coppa d'Estate, dove regolarono in un gironcino i belgi del Waregem, i tedeschi d'Occidente del Monaco 1860 e i francesi del Nîmes.

## Divise
Nella stagione 1977-1978 le divise utilizzate dal Perugia riprendevano in gran parte lo stile di quelle dell'annata precedente. La prima maglia era rossa, con il colletto e i bordi delle maniche bianchi; anche i pantaloncini erano bianchi, mentre i calzettoni erano rossi con il risvolto bianco.
La seconda casacca riproponeva il medesimo stile, ma a colori invertiti: maglia bianca, pantaloncini rossi e calzettoni bianchi con risvolto rosso. Sul petto, all'altezza del cuore, era cucito l'ormai classico Grifo, simbolo della squadra e della città. L'unica innovazione degna di nota rispetto alla scorsa stagione fu la foggia del colletto, che quell'anno presentava lo scollo a V chiuso da un grande triangolo bianco rovesciato.
| Casa | Trasferta |

## Rosa

Il neoacquisto Walter Speggiorin con la maglia casalinga della stagione, caratterizzata dallo scollo chiuso da un grande triangolo bianco rovesciato.

| N. |                   | Ruolo | Calciatore                  |
| -- | ----------------- | ----- | --------------------------- |
|    | Italia (bandiera) | P     | Marcello Grassi             |
|    | Italia (bandiera) | P     | Nello Malizia               |
|    | Italia (bandiera) | D     | Antonio Ceccarini           |
|    | Italia (bandiera) | D     | Paolo Dall'Oro              |
|    | Italia (bandiera) | D     | Pierluigi Frosio (capitano) |
|    | Italia (bandiera) | D     | Antonio Matteoni            |
|    | Italia (bandiera) | D     | Michele Nappi               |
|    | Italia (bandiera) | D     | Luciano Zecchini            |
|    | Italia (bandiera) | C     | Mauro Amenta                |
|    | Italia (bandiera) | C     | Salvatore Bagni             |
|    | Italia (bandiera) | C     | Pierluca Baracco            |

| N. |                   | Ruolo | Calciatore        |
| -- | ----------------- | ----- | ----------------- |
|    | Italia (bandiera) | C     | Guido Biondi      |
|    | Italia (bandiera) | C     | Renato Curi       |
|    | Italia (bandiera) | C     | Paolo Dal Fiume   |
|    | Italia (bandiera) | C     | Mario Goretti     |
|    | Italia (bandiera) | C     | Franco Vannini    |
|    | Italia (bandiera) | A     | Marco Cacciatori  |
|    | Italia (bandiera) | A     | Walter Novellino  |
|    | Italia (bandiera) | A     | Walter Sabatini   |
|    | Italia (bandiera) | A     | Mario Scarpa      |
|    | Italia (bandiera) | A     | Walter Speggiorin |

## Risultati

### Serie A

#### Girone di andata
| Arbitro: | Lo Bello (Siracusa) |

|           |           |                |
| Paina 62’ | Marcatori | 73’ Speggiorin |

| Arbitro: | Menicucci (Firenze) |

|                                     |           |                                |
| Dal Fiume 1’ Amenta 31’ Vannini 68’ | Marcatori | 19’ Di Bartolomei 56’ Ugolotti |

| Arbitro: | Ciulli (Roma) |

|                 |           |  |
| Pruzzo 12’, 64’ | Marcatori |  |

| Arbitro: | Serafino (Roma) |

|                        |           |          |
| Vannini 10’ Scarpa 74’ | Marcatori | 62’ Caso |

| Arbitro: | Lapi (Firenze) |

|                        |           |                                       |
| Viola 87’ Mastalli 88’ | Marcatori | 20’ (rig.), 75’ Amenta 73’ Speggiorin |

| Perugia 30 ottobre 1977 6ª giornata | Perugia         | 0 – 0 | Juventus | Stadio di Pian di Massiano\| Arbitro: \| Menegali (Roma) \| |
| Arbitro:                            | Menegali (Roma) |       |          |                                                             |

| Arbitro: | Menicucci (Firenze) |

|                       |           |                             |
| Savoldi 15’, 31’, 34’ | Marcatori | 41’ (rig.) Amenta 87’ Bagni |

| Arbitro: | Ciacci (Firenze) |

|                |           |               |
| Speggiorin 26’ | Marcatori | 22’ Altobelli |

| Arbitro: | Michelotti (Parma) |

|                            |           |  |
| Speggiorin 3’ Matteoni 78’ | Marcatori |  |

| Arbitro: | Agnolin (Bassano del Grappa) |

|                               |           |                              |
| Maldera 38’ Rivera 85’ (rig.) | Marcatori | 13’ Novellino 34’ Speggiorin |

| Arbitro: | Lops (Torino) |

|  |           |               |
|  | Marcatori | 76’ Negrisolo |

| Arbitro: | Benedetti (Roma) |

|  |           |             |
|  | Marcatori | 45’ Gentile |

| Arbitro: | Michelotti (Parma) |

|                                           |           |  |
| Speggiorin 45’, 67’ Goretti 80’ Bagni 88’ | Marcatori |  |

| Arbitro: | Menicucci (Firenze) |

|                |           |                  |
| Speggiorin 45’ | Marcatori | 57’ (rig.) Rossi |

| Arbitro: | Menegali (Roma) |

|                   |           |            |
| Nobili 31’ (rig.) | Marcatori | 61’ Amenta |

#### Girone di ritorno
| Arbitro: | Ciulli (Roma) |

|               |           |             |
| Dal Fiume 18’ | Marcatori | 28’ Pircher |

| Arbitro: | Gonella (Torino) |

|                   |           |  |
| Musiello 13’, 77’ | Marcatori |  |

| Perugia 12 febbraio 1978 18ª giornata | Perugia          | 0 – 0 | Genoa | Stadio Renato Curi\| Arbitro: \| Casarin (Milano) \| |
| Arbitro:                              | Casarin (Milano) |       |       |                                                      |

| Arbitro: | Lattanzi (Roma) |

|                           |           |             |
| Caso 4’ Grassi 31’ (aut.) | Marcatori | 42’ Vannini |

| Arbitro: | Barbaresco (Cormons) |

|                       |           |  |
| Bagni 73’ Goretti 86’ | Marcatori |  |

| Arbitro: | Longhi (Roma) |

|                         |           |  |
| Bettega 15’ Benetti 75’ | Marcatori |  |

| Arbitro: | Benedetti (Roma) |

|                                    |           |  |
| Novellino 26’ Mattolini 75’ (aut.) | Marcatori |  |

| Arbitro: | Reggiani (Bologna) |

|                          |           |  |
| Muraro 70’ Altobelli 82’ | Marcatori |  |

| Arbitro: | Ciulli (Roma) |

|              |           |             |
| Graziani 27’ | Marcatori | 86’ Goretti |

| Arbitro: | Lattanzi (Roma) |

|  |           |             |
|  | Marcatori | 58’ Maldera |

| Verona 9 aprile 1978 26ª giornata | Verona           | 0 – 0 | Perugia | Stadio Marcantonio Bentegodi\| Arbitro: \| Benedetti (Roma) \| |
| Arbitro:                          | Benedetti (Roma) |       |         |                                                                |

| Arbitro: | Gonella (Torino) |

|                                    |           |                |
| Bagni 4’ (rig.), 51’ Novellino 34’ | Marcatori | 3’ Bergamaschi |

| Arbitro: | Gussoni (Tradate) |

|                                 |           |  |
| Vannini 15’ (aut.) Giordano 55’ | Marcatori |  |

| Arbitro: | Lattanzi (Roma) |

|                                            |           |             |
| Ceccarini 32’ (aut.) Rossi 35’, 55’ (rig.) | Marcatori | 62’ Vannini |

| Arbitro: | Tonolini (Milano) |

|                           |           |               |
| Vannini 70’ Novellino 85’ | Marcatori | 6’ Bertarelli |

### Coppa Italia

#### Primo turno
| Arbitro: | Pieri (Genova) |

|  |           |                                |
|  | Marcatori | 56’ (rig.) Curi 87’ Speggiorin |

| Arbitro: | Lops (Torino) |

|  |           |          |
|  | Marcatori | 3’ Bagni |

| Arbitro: | Serafino (Roma) |

|            |           |            |
| Amenta 50’ | Marcatori | 80’ Nobili |

| Perugia 31 agosto 1977 4ª giornata | Perugia          | 0 – 0 | Taranto | Stadio di Pian di Massiano\| Arbitro: \| Gonella (Torino) \| |
| Arbitro:                           | Gonella (Torino) |       |         |                                                              |

### Coppa Mitropa

#### Fase a gironi
| Brno 19 settembre 1977 1ª giornata | Zbrojovka Brno | 0 – 0 | Perugia | Mestsky Fotbalovy\| Arbitro: \| Latzin \| |
| Arbitro:                           | Latzin         |       |         |                                           |

| Arbitro: | Venzl |

|                    |           |               |
| Speggiorin 3’, 15’ | Marcatori | 20’ Stojkovic |

| Arbitro: | Usuvbegović |

|                  |           |  |
| Bagni 53’ (rig.) | Marcatori |  |

| Arbitro: | Hamori |

|                                                         |           |  |
| Klinčarski 61’ Santrač 72’ Jovic 87’ (rig.) Zavisic 89’ | Marcatori |  |

### Coppa d'Estate
| Arbitro: | Mattei |

|               |           |              |
| Dal Fiume 26’ | Marcatori | 50’ Haleydet |

| Arbitro: | Reggiani |

|                                          |           |             |
| Speggiorin 61’ Vannini 82’ Novellino 89’ | Marcatori | 30’ Hartwig |

| Arbitro: | Vigliani |

|                               |           |                              |
| Marguerite 48’ Castagnino 62’ | Marcatori | 6’, 24’ Speggiorin 46’ Bagni |

| Arbitro: | ? |

|                       |           |                          |
| Hartwig 8’ Agatha 40’ | Marcatori | 2’ Goretti 66’ Ceccarini |

| Arbitro: | Pieri |

|              |           |  |
| Matteoni 38’ | Marcatori |  |

| Arbitro: | Descarts |

|             |           |                               |
| Delesie 60’ | Marcatori | 29’ Speggiorin 40’ Cacciatori |

## Statistiche

### Statistiche di squadra
| Competizione   | Punti | In casa | In casa | In casa | In casa | In casa | In casa | In trasferta | In trasferta | In trasferta | In trasferta | In trasferta | In trasferta | Totale | Totale | Totale | Totale | Totale | Totale | DR  |
| Competizione   | Punti | G       | V       | N       | P       | Gf      | Gs      | G            | V            | N            | P            | Gf           | Gs           | G      | V      | N      | P      | Gf     | Gs     | DR  |
| -------------- | ----- | ------- | ------- | ------- | ------- | ------- | ------- | ------------ | ------------ | ------------ | ------------ | ------------ | ------------ | ------ | ------ | ------ | ------ | ------ | ------ | --- |
| Serie A        | 30    | 15      | 8       | 5       | 2       | 23      | 10      | 15           | 2            | 5            | 8            | 13           | 25           | 30     | 10     | 10     | 10     | 36     | 35     | +1  |
| Coppa Italia   | 6     | 2       | 0       | 2       | 0       | 1       | 1       | 2            | 2            | 0            | 0            | 3            | 0            | 4      | 2      | 2      | 0      | 4      | 1      | +3  |
| Coppa Mitropa  | .     | .       | .       | .       | .       | .       | ..      | ..           | .            | .            | .            | ..           | ..           | .      | .      | .      | .      | ..     | ..     | -.  |
| Coppa d'Estate | .     | .       | .       | .       | .       | .       | ..      | ..           | .            | .            | .            | ..           | ..           | .      | .      | .      | .      | ..     | ..     | -.  |
| Totale         |       | .       | .       | .       | .       | .       | ..      | ..           | .            | .            | .            | ..           | ..           | .      | .      | .      | .      | ..     | ..     | -.. |

### Statistiche dei giocatori
| Giocatore         | Serie A  | Serie A | Serie A     | Serie A    | Coppa Italia | Coppa Italia | Coppa Italia | Coppa Italia | Coppa Mitropa | Coppa Mitropa | Coppa Mitropa | Coppa Mitropa | Coppa d'Estate | Coppa d'Estate | Coppa d'Estate | Coppa d'Estate | Totale   | Totale | Totale      | Totale     |
| Giocatore         | Presenze | Reti    | Ammonizioni | Espulsioni | Presenze     | Reti         | Ammonizioni  | Espulsioni   | Presenze      | Reti          | Ammonizioni   | Espulsioni    | Presenze       | Reti           | Ammonizioni    | Espulsioni     | Presenze | Reti   | Ammonizioni | Espulsioni |
| ----------------- | -------- | ------- | ----------- | ---------- | ------------ | ------------ | ------------ | ------------ | ------------- | ------------- | ------------- | ------------- | -------------- | -------------- | -------------- | -------------- | -------- | ------ | ----------- | ---------- |
| M. Amenta         | 26       | 5       | ?           | ?          | ?            | ?            | ?            | ?            | ?             | ?             | ?             | ?             | ?              | ?              | ?              | ?              | 26+      | 5+     | ?           | ?          |
| S. Bagni          | 27       | 5       | ?           | ?          | ?            | ?            | ?            | ?            | ?             | ?             | ?             | ?             | ?              | ?              | ?              | ?              | 27+      | 5+     | ?           | ?          |
| P. Baracco        | 1        | 0       | ?           | ?          | ?            | ?            | ?            | ?            | ?             | ?             | ?             | ?             | ?              | ?              | ?              | ?              | 1+       | 0+     | ?           | ?          |
| G. Biondi         | 17       | 0       | ?           | ?          | ?            | ?            | ?            | ?            | ?             | ?             | ?             | ?             | ?              | ?              | ?              | ?              | 17+      | 0+     | ?           | ?          |
| A. Ceccarini      | 28       | 0       | ?           | ?          | ?            | ?            | ?            | ?            | ?             | ?             | ?             | ?             | ?              | ?              | ?              | ?              | 28+      | 0+     | ?           | ?          |
| R. Curi           | 5        | 0       | ?           | ?          | ?            | ?            | ?            | ?            | ?             | ?             | ?             | ?             | ?              | ?              | ?              | ?              | 5+       | 0+     | ?           | ?          |
| P. Dal Fiume      | 24       | 2       | ?           | ?          | ?            | ?            | ?            | ?            | ?             | ?             | ?             | ?             | ?              | ?              | ?              | ?              | 24+      | 2+     | ?           | ?          |
| P. Dall'Oro       | 6        | 0       | ?           | ?          | ?            | ?            | ?            | ?            | ?             | ?             | ?             | ?             | ?              | ?              | ?              | ?              | 6+       | 0+     | ?           | ?          |
| P. Frosio         | 30       | 0       | ?           | ?          | ?            | ?            | ?            | ?            | ?             | ?             | ?             | ?             | ?              | ?              | ?              | ?              | 30+      | 0+     | ?           | ?          |
| M. Goretti        | 15       | 3       | ?           | ?          | ?            | ?            | ?            | ?            | ?             | ?             | ?             | ?             | ?              | ?              | ?              | ?              | 15+      | 3+     | ?           | ?          |
| M. Grassi         | 24       | -23     | ?           | ?          | ?            | ?            | ?            | ?            | ?             | ?             | ?             | ?             | ?              | ?              | ?              | ?              | 24+      | -23+   | ?           | ?          |
| N. Malizia        | 8        | -12     | ?           | ?          | ?            | ?            | ?            | ?            | ?             | ?             | ?             | ?             | ?              | ?              | ?              | ?              | 8+       | -12+   | ?           | ?          |
| A. Matteoni       | 10       | 1       | ?           | ?          | ?            | ?            | ?            | ?            | ?             | ?             | ?             | ?             | ?              | ?              | ?              | ?              | 10+      | 1+     | ?           | ?          |
| M. Nappi          | 24       | 0       | ?           | ?          | ?            | ?            | ?            | ?            | ?             | ?             | ?             | ?             | ?              | ?              | ?              | ?              | 24+      | 0+     | ?           | ?          |
| W. Novellino      | 26       | 4       | ?           | ?          | ?            | ?            | ?            | ?            | ?             | ?             | ?             | ?             | ?              | ?              | ?              | ?              | 26+      | 4+     | ?           | ?          |
| W. Sabatini       | 1        | 0       | ?           | ?          | ?            | ?            | ?            | ?            | ?             | ?             | ?             | ?             | ?              | ?              | ?              | ?              | 1+       | 0+     | ?           | ?          |
| M. Scarpa         | 18       | 1       | ?           | ?          | ?            | ?            | ?            | ?            | ?             | ?             | ?             | ?             | ?              | ?              | ?              | ?              | 18+      | 1+     | ?           | ?          |
| W. Speggiorin (I) | 18       | 8       | ?           | ?          | ?            | ?            | ?            | ?            | ?             | ?             | ?             | ?             | ?              | ?              | ?              | ?              | 18+      | 8+     | ?           | ?          |
| F. Vannini        | 27       | 5       | ?           | ?          | ?            | ?            | ?            | ?            | ?             | ?             | ?             | ?             | ?              | ?              | ?              | ?              | 27+      | 5+     | ?           | ?          |
| L. Zecchini       | 22       | 0       | ?           | ?          | ?            | ?            | ?            | ?            | ?             | ?             | ?             | ?             | ?              | ?              | ?              | ?              | 22+      | 0+     | ?           | ?          |